# Estação Ferroviária de Zimão
A Estação Ferroviária de Zimão é uma estação da Linha do Corgo, que serve a localidade de Zimão, no concelho de Vila Pouca de Aguiar, em Portugal.
Encontra-se sem serviços ferroviários desde 1 de Janeiro de 1990.

## História

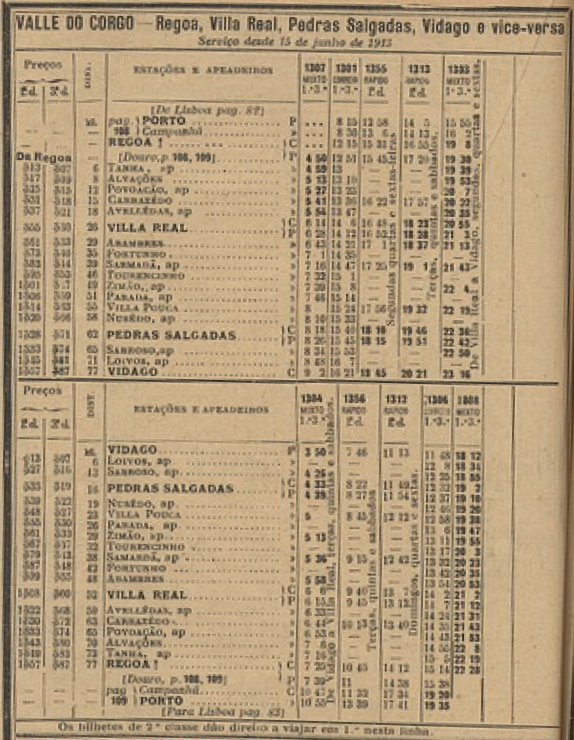
Horário da Linha da Corgo em 1913, onde Zimão tem a categoria de apeadeiro.

Esta estação encontra-se no troço da Linha do Corgo entre as estações de Vila Real e Pedras Salgadas, que foi inaugurado em 15 de Julho de 1907.
A circulação ferroviária no troço entre Chaves e Vila Real foi encerrada a 1 de Janeiro de 1990, pela empresa Caminhos de Ferro Portugueses.
Foi colocada a 15 de Dezembro de 2024 uma réplica do PK 48 no seu local original, na passagem de nível próxima a esta estação.